# Gerhard Mayer-Vorfelder
Gerhard Mayer-Vorfelder, "MV", född 3 mars 1933 i Mannheim, död 17 augusti 2015 i Stuttgart, var en tysk fotbollsfunktionär och politiker (CDU), president för Tysklands fotbollsförbund 2001-2006, vicepresident för Uefa, tidigare president för VfB Stuttgart.
Gerhard Mayer-Vorfelder studerade juridik i Freiburg och Heidelberg. Han började sin politiska bana som referent hos Baden-Württembergs ministerpresident Hans Filbinger. 1976 blev han statssekreterare vid statsministeriet. 1976-1978 satt han som statssekreterare vid finansministeriet. 1980-1991 var han minister för kultur och sport och 1991-1998 finansminister i Baden-Württemberg. Han satt i lantdagen 1980-2001.
1968-1985 satt han med i styrelsen för Württembergs fotbollsförbund. 1975 blev han president för VfB Stuttgart. Under hans tid som president blev klubben tyska mästare 1984 och 1992 samt cupmästare 1997. När han lämnade presidentposten 2000 hade klubben stora skulder. 2001 blev han president för Tysklands fotbollsförbund DFB. Hans position som president försvagades 2004 då han fick finna sig i att dela posten med Theo Zwanziger. 2006 avgick Mayer-Vorfelder som president för DFB. 2007 blev han vicepresident för UEFA och han satt i UEFA:s exekutivkommitté fram till 2009.